# 笑颜
《笑颜》（日语：笑顔）是日本樂團生物股長的第26張單曲，於2013年7月10日由Epic Records Japan Inc.發售。

## 概要
作为组合第6张原创专辑《I》的先行单曲的本作跟前作《1 2 3 〜恋爱开始〜》相隔將1個月發售，是生物股長在2013年發行的第2張單曲，也是组合自《笑中带泪》十张单曲之后再一次以两版本发行单曲。單曲的期間限定生産盘附送口袋妖怪原创对战卡片“伊布”的兑换代码，初回盤则附赠「生物卡片035」一張。另外，单曲的通常版本相比初回版本也加收了B面曲《真实的日子》（ホントウノヒビ）。
这张单曲的定价与所搭配的口袋妖怪剧场版电影中出现的主角Genesect在口袋妖怪图鉴中的编号相同，为649日元。
这张单曲连续两周进入Oricon单曲周榜前10名。

## 歌曲
《笑颜》被選為电影《神奇寶貝劇場版：神速的蓋諾賽克特 超夢覺醒》的主题曲。
在电影中吉冈圣惠作为伊布的声优参加了配音，因此期间限定盘的附赠特典也与伊布有关。
MV存在着由不同人逐一亮相与只有吉冈圣惠一人拍摄的两种版本。据水野良树表示前一版本MV的演出人员由导演三木孝浩及制作方的人脉而选出，系列游戏《口袋妖怪》的设计者増田順一与演员安藤玉恵、野間口徹有参加拍摄。
单曲在第55届日本唱片大奖中连续五年获得优秀作品奖，而在12月30日的颁奖仪式上编曲者亀田作为支援演出的贝斯手连续三年参加演出。之后，在第六次出演的《第64回NHK紅白歌合戰》中，组合也献上了该首歌曲的演出。

## 歌曲列表
| CD   | CD                        | CD       | CD       | CD   |
| 曲序 | 曲目                      | 词曲     | 编曲     | 时长 |
| ---- | ------------------------- | -------- | -------- | ---- |
| 1.   | 笑颜                      | 水野良樹 | 亀田誠治 | 5:00 |
| 2.   | 真实的日子 （ホントウノヒビ）           | 山下穂尊 | 江口亮   | 3:55 |
| 3.   | 笑颜 -instrumental-       | －       | －       |      |
| 4.   | 真实的日子 -instrumental- | －       | －       |      |

## 外部連結
- Sony Music上的介绍页（日語）
  - 期間限定盤 （页面存档备份，存于）
  - 通常盤 （页面存档备份，存于）